# Trematodon brevicollis
Trematodon brevicollis là một loài rêu trong họ Bruchiaceae. Loài này được Hornsch. mô tả khoa học đầu tiên năm 1819.